# Рентвайнсдорф
Рентвайнсдорф (нім. Rentweinsdorf) — громада в Німеччині, розташована в землі Баварія. Підпорядковується адміністративному округу Нижня Франконія. Входить до складу району Гасберге. Складова частина об'єднання громад Еберн.
Площа — 24,62 км2. Населення становить 1597 ос. (станом на 31 грудня 2020).